# Fiona Watt
Fiona Watt, FRS FMedSci (nascida a 28 de março de 1956) é uma cientista britânica internacionalmente reconhecida pelas suas contribuições no campo da biologia das células estaminais. Na década de 1980, quando o campo estava na sua infância, ela destacou características-chave das células estaminais e do seu ambiente que lançaram as bases para muita da investigação atual. Atualmente, é Diretora da Organização Europeia de Biologia Molecular (EMBO). Anteriormente, foi diretora do Centro de Células Estaminais e Medicina Regenerativa no King's College London, e Presidente Executiva do Conselho de Pesquisa Médica (Reino Unido) (MRC), sendo a primeira mulher a liderar o MRC desde a sua fundação em 1913.

## Primeiros anos e educação
Watt nasceu a 28 de março de 1956 em Edimburgo, Escócia. O seu pai era cirurgião dentista e combinava o seu trabalho clínico com um programa de investigação ativo. A sua família era membro da Igreja da Escócia. A sua irmã mais nova, Wendy, faleceu em 1982. Fiona Watt sabia que queria ser cientista desde muito jovem.
Watt obteve a sua licenciatura em Ciências Naturais em 1976, e o seu mestrado em 1979, ambos no Murray Edwards College, Universidade de Cambridge. Obteve também o seu doutoramento na Sir William Dunn School of Pathology, Universidade de Oxford em 1979, sob a orientação de Henry Harris, com a tese intitulada Microtubule-organizing centres in cells in culture and in hybrids derived from them.

## Carreira
Após o seu doutoramento, Watt completou duas posições de investigação pós-doutoral de dois anos no Massachusetts Institute of Technology (MIT), EUA, com o Dr. Howard Green. Ao regressar ao Reino Unido, fundou o seu primeiro laboratório no Kennedy Institute of Rheumatology em Londres, onde se tornou Chefe do Laboratório de Biologia Celular Molecular. Em 1987, mudou-se para o Cancer Research UK London Research Institute (agora parte do Francis Crick Institute), onde serviu como Chefe do Laboratório de Queratinócitos. De 2007 a 2012, trabalhou em Cambridge, onde ajudou a estabelecer o Cambridge Cancer Research UK Institute e o Wellcome Trust Centre for Stem Cell Research. Foi Fellow do St John's College e a primeira Herchel Smith Professor of Molecular Genetics na Universidade de Cambridge.

### Investigação
A principal contribuição de Watt para a investigação foi elucidar como a camada externa da pele dos mamíferos, a epiderme, é mantida através da auto-renovação das células estaminais e da diferenciação terminal da sua progenitura. Usando epiderme humana cultivada e ratos geneticamente modificados, ela foi pioneira na identificação de populações de células estaminais e elucidou os papéis da integrina, Notch, Wnt e receptor tirosina-quinase na regulação do seu comportamento. Ela identificou o primeiro marcador, receptores de matriz extracelular (ECM) integrina, que poderiam ser usados para isolar células estaminais epidérmicas – investigadores subsequentes descobriram que este marcador enriquece células estaminais numa ampla gama de tecidos. Além disso, outros confirmaram amplamente o seu conceito original de que a ECM é um componente chave do nicho das células estaminais.
A investigação do seu laboratório também demonstrou que a interação entre diversos sinais intrínsecos e extrínsecos é central para determinar o destino celular, identificando diferentes mecanismos de deteção e vias de sinalização a jusante, e elucidando a natureza da transição entre células estaminais e células diferenciadas.
Uma pioneira na sequenciação genética de células únicas, ela demonstrou que diferentes estados de células estaminais epidérmicas humanas não são estocásticos, mas refletem a existência de subpopulações de células estaminais que não tinham sido identificadas anteriormente. Demonstrando a existência de linhagens de fibroblastos funcionais e molecularmente distintas, ela abriu caminho para novas estratégias de tratamento de cicatrizes e fibrose. 
O trabalho de Watt resultou em novos insights sobre como a desregulação epidérmica leva à formação de tumores, incluindo os papéis desempenhados pelas células diferenciadas, bactérias e células imunológicas. Ela descobriu novos mecanismos pelos quais as integrinas contribuem para o cancro, incluindo a primeira mutação associada a tumores em integrinas. Ela também identificou a primeira mutação inibidora de Wnt que estimula a formação de tumores. A generalidade das suas observações foi confirmada em outros tumores sólidos. Nos últimos anos, ela tem se interessado cada vez mais na relação entre variantes genéticas e comportamento celular.

### Liderança

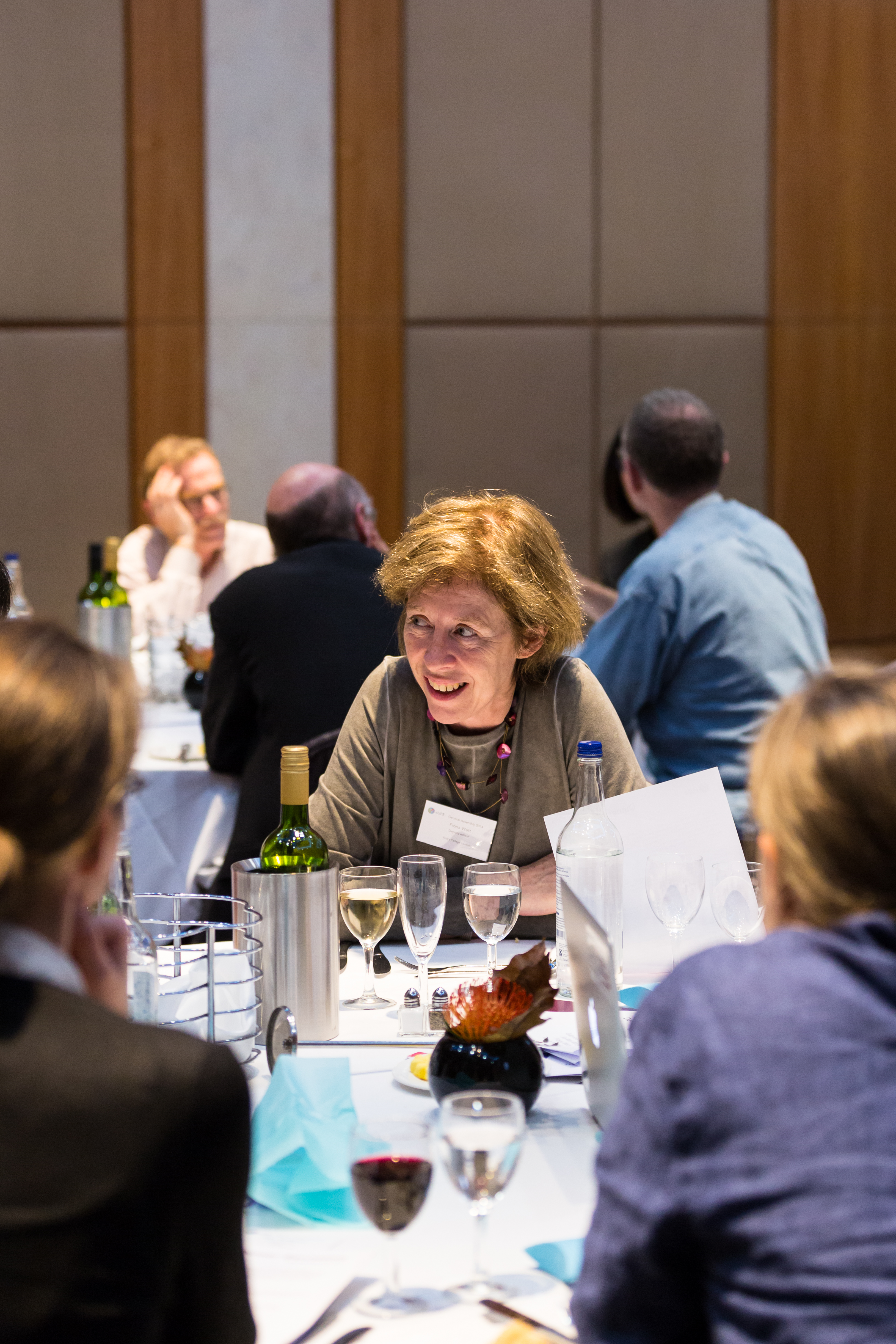
Watt em 2014

Watt desempenhou um papel fundamental na promoção do investimento do governo do Reino Unido em pesquisa com células estaminais, enquanto conselheira especializada do Comité de Ciência e Tecnologia da Câmara dos Lordes. Ela é ex-presidente da Sociedade Britânica de Biologia Celular e da International Society for Stem Cell Research (ISSCR). Ela atuou como Editora-Chefe do Journal of Cell Science por 20 anos e depois como Editora Adjunta Fundadora do eLife. Fiona Watt é uma defensora vocal das mulheres na ciência. Em uma série de artigos e entrevistas com mulheres cientistas (2004-2005), ela examinou as dificuldades que as mulheres enfrentam para 'chegar ao topo'.
No Conselho de Pesquisa Médica (MRC), ela lançou um programa para permitir que médicos em tempo integral participassem de pesquisas; trabalhou e envolveu-se com estudantes de doutorado de minorias étnicas para identificar novas formas de apoiar as suas carreiras académicas; e desenvolveu iniciativas em multi-morbidade, saúde mental de adolescentes e tratamento da dor. Em 2020, Watt liderou esforços para financiar pesquisas sobre o coronavírus, ajudando a garantir que os primeiros prémios do UKRI/DHSC fossem feitos à medida que a escala da pandemia se tornava evidente. Durante o mandato de Watt como Presidente Executiva do MRC, ela supervisionou a decisão de fechar a Unidade de Genética de Mamíferos. Esta decisão estratégica foi criticada por mais de 150 pesquisadores e geneticistas de destaque internacional, incluindo Elizabeth Fisher e Robin Lovell-Badge. Após uma Revisão Estratégica em 2019, o Conselho do MRC concluiu que, à luz dos avanços científicos para criar modelos de ratinhos mais complexos e relacionados clinicamente, era oportuno focar investimentos em programas integrados à modelagem de doenças humanas. O Professor Owen Sansom foi nomeado Diretor da nova National Mouse Genetics Network. O Conselho de Pesquisa Médica investiu mais de £20 milhões na rede, reunindo um pacote de clusters de pesquisa focados em desafios distribuídos pelo Reino Unido e uma parceria a longo prazo com o Mary Lyon Centre em Harwell.

### Denúncias
Em dezembro de 2020, uma investigação por denúncia foi desencadeada pelo UK Research and Innovation (UKRI) após alegações de que Watt havia agido de forma intimidatória. A investigação terminou em maio de 2021 e concluiu que era necessário tomar medidas contra Watt. O UKRI disse que aceitou as conclusões da investigação e que "medidas adequadas foram aplicadas". Watt ofereceu desculpas escritas pelo seu comportamento a várias pessoas.
Watt permaneceu no cargo de Presidente Executiva do MRC até terminar o mandato no início de 2022, e então assumiu o seu novo cargo como diretora da Organização Europeia de Biologia Molecular. Como resultado da investigação, em dezembro de 2021, Watt foi impedida de se candidatar ao financiador de pesquisa biomédica Wellcome por 12 meses e é obrigada a entregar a gestão de suas concessões existentes a colegas.